# 104. pehotna divizija (ZDA)
104. pehotna divizija (angleško 104th Infantry Division) je bila pehotna divizija Kopenske vojske ZDA. Sedaj je znana kot 104. divizija (usposabljanje vodij) (104th Division (Leader Training)) in je nameščena v Fort Lewisu, Washington kot enota za usposabljanje Rezerve KV ZDA.